# Citrobacter freundii
Citrobacter freundii é uma bactéria do gênero Citrobacter, gram-negativa e anaeróbia facultativa.
É um coliforme total, que além de ser encontrado nas fezes também pode ser detectado em água tratada que apresente grande concentração de nutrientes.